# Yui Hasegawa
Yui Hasegawa (長谷川 唯, Hasegawa Yui, Miyagi, 29 januari 1997) is een Japans voetbalster die als middenvelder speelt bij Nippon TV Beleza.

## Carrière

### Clubcarrière
Hasegawa begon haar carrière in 2013 bij Nippon TV Beleza. Met deze club werd zij in 2015, 2016, 2017 en 2018 kampioen van Japan.

### Interlandcarrière
Hasegawa nam met het Japans nationale elftal O17 deel aan het WK onder 17 in 2012 en het WK onder 17 in 2014. Japan behaalde goud op het WK onder 17 in 2014. Zij nam met het Japans nationale elftal O20 deel aan het WK onder 20 in 2016 en Japan behaalde brons op het wereldkampioenschap.
Hasegawa maakte op 1 maart 2017 haar debuut in het Japans vrouwenvoetbalelftal tijdens een wedstrijd om de Algarve Cup tegen Spanje. Zij nam met het Japans elftal deel aan het Aziatisch kampioenschap 2018 en de Aziatische Spelen 2018. Japan behaalde goud op het Aziatisch kampioenschap en de Aziatische Spelen. Ze heeft 35 interlands voor het Japanse elftal gespeeld en scoorde daarin zes keer.

## Statistieken
| Japans vrouwenvoetbalelftal | Japans vrouwenvoetbalelftal | Japans vrouwenvoetbalelftal |
| Jaar                        | Wed.                        | Dlp.                        |
| --------------------------- | --------------------------- | --------------------------- |
| 2017                        | 13                          | 2                           |
| 2018                        | 17                          | 2                           |
| 2019                        | 12                          | 4                           |
| Totaal                      | 42                          | 8                           |